# Bushiella beatlesi
Bushiella beatlesi är en ringmaskart som beskrevs av Rzhavsky 1993. Bushiella beatlesi ingår i släktet Bushiella och familjen Serpulidae. Inga underarter finns listade i Catalogue of Life.